# Santiago Ventura
Santiago Ventura Bertomeu (* 5. Januar 1980 in Castellón de la Plana) ist ein ehemaliger spanischer Tennisspieler.

## Leben und Karriere
Santiago Ventura begann im Alter von sechs Jahren, mit seinem Vater Tennis zu spielen. Zwischen 1996 und 1998 konnte er auf einigen Juniorenturnieren im europäischen Raum sowohl im Einzel als auch im Doppel Erfolge feiern.
Seit 1996 spielte er zudem auch im Erwachsenenbereich auf Satellite-Turnieren in Spanien und Portugal und wurde im Oktober 1997 erstmals in der Tennis-Weltrangliste geführt. Im April 1999 konnte er seinen ersten Titel gewinnen und stieg daraufhin in die Top 500 der Weltrangliste ein. Im September 1999 qualifizierte er sich in Sevilla erstmals für ein Challenger-Turnier; zudem spielte er nun auch auf Future-Turnieren.
Im Jahr 2001 entschied Santiago Ventura sich dann für eine Karriere als Tennisprofi und konnte im September 2001 seine ersten Titel bei Future-Turnieren feiern. In den Jahren 2002 und 2003 folgten einige weitere Future- und Satellite-Titel. Bei Challenger-Turnieren kam Ventura bislang jedoch nicht über das Viertelfinale hinaus.
Im Mai 2004 gelang Santiago Ventura dann aus dem Nichts heraus die Sensation: In Casablanca versuchte er zum dritten Mal in seiner Karriere, sich für ein ATP-Turnier qualifizieren, und schaffte den Sprung ins Hauptfeld. Dort marschierte er bis ins Finale durch und besiegte dort in drei Sätzen den an Position 1 gesetzten Top-50-Spieler Dominik Hrbatý. In der Weltrangliste machte er daraufhin einen Sprung von Platz 316 bis auf Platz 138. Einen Monat später versuchte er in Wimbledon erstmals, sich für ein Grand-Slam-Turnier zu qualifizieren, schied jedoch in der zweiten Runde aus. Einen Monat später qualifizierte sich Ventura in Båstad zum zweiten Mal für ein ATP-Turnier. Nach einem Erstrundensieg über Jonas Björkman verlor er in der zweiten Runde gegen Rafael Nadal. Beim folgenden ATP-Turnier in Kitzbühel war er sogar direkt qualifiziert und konnte in der zweiten Runde mit Albert Montañés erneut einen Top-100-Spieler besiegen, bevor er gegen Feliciano López ausschied. Im August 2004 konnte Santiago Ventura in Freudenstadt seinen ersten Challenger-Titel gewinnen. Dabei besiegte er unter anderem den damals siebzehnjährigen Novak Đoković. Nachdem er im Oktober 2004 in Barcelona ein weiteres Challenger-Finale erreicht hatte, wurde er erstmals für einige Wochen in den Top 100 der Weltrangliste geführt, fiel jedoch bis zum Jahresende wieder auf Rang 104 zurück.
Dennoch war er bei den Australian Open 2005 erstmals für ein Grand-Slam-Turnier qualifiziert und konnte sich in der ersten Runde in fünf Sätzen gegen seinen Landsmann Álex Calatrava durchsetzen. In der zweiten Runde war dann jedoch beim an Position 9 gesetzten David Nalbandian Endstation. Dadurch stieg er nun wieder in die Top 100 ein und konnte nun regelmäßig an ATP-Turnieren teilnehmen. Dabei war sein größter Erfolg das Erreichen des Achtelfinals in Costa do Sauípe. Noch besser lief es im Doppel: Zusammen mit David Ferrer gewann er im Februar 2005 die ATP-Turniere von Viña del Mar und Acapulco und stieg dadurch nun auch in der Doppel-Weltrangliste in die Top 100 ein. Im Einzel jedoch konnte er seinen letztjährigen Erfolg in Casablanca nicht wiederholen und fiel so im Mai 2005 wieder im Ranking zurück. Das Erstrundenaus in Wimbledon im Juni 2005 war seine letzte ATP-Turnierteilnahme im Jahr 2005. Auch auf Challenger-Turnieren blieb er im weiteren Jahresverlauf erfolglos, nur im Doppel konnte er in Genf einen Titel gewinnen.
Auch das Jahr 2006 verlief sehr erfolglos für Santiago Ventura: Bei nur zwei ATP-Turnierteilnahmen konnte er nur einmal die zweite Runde erreichen. Auch auf Challenger-Turnieren kam er in diesem Jahr nie über die zweite Runde hinaus. Seit September 2006 spielte er aus Verletzungsgründen keine Turniere mehr und fiel daher in der Weltrangliste bis auf Platz 423 zurück. Im Doppel konnte er in diesem Jahr einen Titel in Barletta gewinnen, fiel jedoch zum Jahresende auch aus den Top 200 heraus.
Im Jahr 2007 kehrte der Erfolg wieder zurück: Nach einem Future-Titel im Februar 2007 bekam Santiago Ventura im April 2007 für das ATP-Turnier von Valencia eine Wildcard. Und diese nutzte er: Nach einem Erstrundensieg über den Top-50-Spieler Florian Mayer konnte Ventura erst im Halbfinale in drei knappen Sätzen von Nicolás Almagro gestoppt werden. Dies und eine Zweitrundenteilnahme in Estoril zwei Wochen später waren die einzigen ATP-Auftritte von Ventura in dieser Saison; dafür konnte er jedoch auf der Challenger Tour insgesamt fünf Finals erreichen, von denen er zwei in Mailand und Montevideo gewann. Dadurch stieg er zum Jahresende wieder in die Top 100 ein. Im Doppel konnte er in diesem Jahr sogar insgesamt neun Challenger-Turnier gewinnen, die meisten davon an der Seite von Marcel Granollers.
2008 spielte Santiago Ventura dann wieder vermehrt ATP-Turniere. In Viña del Mar gelangte er dabei bis ins Halbfinale und erreichte daraufhin im März 2008 mit Rang 65 seine bislang beste Platzierung in der Einzel-Weltrangliste. Im Doppel konnte Ventura in diesem Jahr zusammen mit Albert Montañés einen Titel in Casablanca gewinnen und erreichte in Costa do Sauípe das Finale. Zudem konnte er in Wimbledon zusammen mit Marcel Granollers bis ins Viertelfinale vorstoßen, wo sie den an Position 1 gesetzten Bryan-Brüdern unterlagen. Dadurch erreichte Santiago Ventura im Juli 2008 mit Rang 37 seine Bestmarke in der Doppel-Weltrangliste. Auf Challenger-Ebene war er in diesem Jahr nicht so erfolgreich wie 2007; einziger Höhepunkt war das Turnier von Bukarest im September 2008, wo Ventura sowohl die Einzel- als auch die Doppel-Konkurrenz (mit Rubén Ramírez Hidalgo) gewann.
Im März 2009 konnte Santiago Ventura zwei weitere Challenger-Finals in Rabat und Barletta erreichen, die er jedoch jeweils verlor. Im Doppel aber gewann er zusammen mit Rubén Ramírez Hidalgo beide Turniere sowie im weiteren Jahresverlauf noch vier weitere Challenger-Turniere. Ein weiterer Saisonhöhepunkt war das ATP-Turnier von Bukarest, wo Ventura als Qualifikant nach Siegen über Igor Andrejew und Alberto Martín sein mittlerweile viertes ATP-Halbfinale erreichte, wo er in drei Sätzen gegen den späteren Turniersieger Albert Montañés verlor. In der Weltrangliste hielt sich Ventura in diesem Jahr sehr konstant im Einzel zwischen Rang 108 und Rang 132, im Doppel zwischen Rang 47 und Rang 83.
Zu Beginn des Jahres 2010 konnte Santiago Ventura in Chennai zusammen mit Marcel Granollers seinen vierten ATP-Doppeltitel feiern. Im Februar 2010 zog er in Buenos Aires als Qualifikant nach einem Sieg über Victor Hănescu ins Viertelfinale ein und stieg danach für einige Wochen erstmals seit fast zwei Jahren wieder in die Top 100 der Einzel-Weltrangliste ein. Im Doppel folgte im Mai 2010 in München zusammen mit Oliver Marach der zweite ATP-Titel der Saison. Dabei wehrten sie im Finale fünf Matchbälle ab und gewannen das Match letztendlich mit 16:14 im Match-Tie-Break. Weitere Höhepunkte des Jahres waren das Erreichen des Achtelfinals bei den French Open (an der Seite von Nicolás Almagro) sowie der Finaleinzug beim ATP-Turnier von Bukarest (mit Granollers). Zudem konnte er in diesem Jahr insgesamt fünf Challenger-Turniere im Doppel gewinnen; im Einzel erreichte er in Zagreb immerhin ein Finale, fiel aber zum Saisonende aufgrund zahlreicher Erstrundenniederlagen aus den Top 200 heraus.
2011 nahm Ventura lediglich noch an drei ATP-Turnieren teil. So startete er mit Marc López in Marseille und mit Michael Kohlmann in Casablanca, scheiterte aber jeweils in der ersten Runde. Sein letztes Turnier war das Masters in Madrid, für das er und sein Partner Rubén Ramírez Hidalgo eine Wildcard erhielten. Sie konnten das Achtelfinale erreichen. Ventura verkündete im Anschluss seinen Rücktritt vom Profitennis.

## Besonderheiten
Santiago Ventura ist zusammen mit Yahiya Doumbia (1988 in Lyon), José Francisco Altur (1989 in San Marino) und Nicolás Lapentti (1995 in Bogotá) einer von vier Spielern, denen es gelang, bei ihrem ATP-Debüt sogleich das Turnier zu gewinnen. Mit seinem Landsmann Altur hat er gemeinsam, dass dieser erste auch gleichzeitig der einzige ATP-Einzeltitel in der Karriere blieb.

## Erfolge
| Legende (Anzahl der Siege)                      |
| Grand Slam                                      |
| ATP World Tour Finals                           |
| ATP World Tour Masters 1000                     |
| ATP World Tour 500                              |
| ATP International Series ATP World Tour 250 (6) |
| ATP Challenger Tour (28)                        |

| ATP-Titel nach Belag |
| Hartplatz (1)        |
| Sand (5)             |
| Rasen (0)            |
| Teppich (0)          |

### Einzel

#### Turniersiege

##### ATP World Tour
| Nr. | Datum        | Turnier    | Belag | Finalgegner    | Ergebnis      |
| --- | ------------ | ---------- | ----- | -------------- | ------------- |
| 1.  | 22. Mai 2004 | Casablanca | Sand  | Dominik Hrbatý | 6:3, 1:6, 6:4 |

##### ATP Challenger Tour
| Nr. | Datum              | Turnier      | Belag | Finalgegner        | Ergebnis      |
| --- | ------------------ | ------------ | ----- | ------------------ | ------------- |
| 1.  | 5. September 2004  | Freudenstadt | Sand  | Jan Frode Andersen | 6:3, 1:6, 6:3 |
| 2.  | 24. Juni 2007      | Mailand      | Sand  | Victor Hănescu     | 6:3, 7:5      |
| 3.  | 4. November 2007   | Montevideo   | Sand  | Marcel Granollers  | 4:6, 6:0, 6:4 |
| 4.  | 28. September 2008 | Bukarest     | Sand  | Victor Crivoi      | 5:7, 6:4, 6:2 |

### Doppel

#### Turniersiege

##### ATP World Tour
| Nr. | Datum            | Turnier      | Belag     | Partner           | Finalgegner                   | Ergebnis          |
| --- | ---------------- | ------------ | --------- | ----------------- | ----------------------------- | ----------------- |
| 1.  | 6. Februar 2005  | Viña del Mar | Sand      | David Ferrer      | Gastón Etlis Martín Rodríguez | 6:3, 6:4          |
| 2.  | 27. Februar 2005 | Acapulco     | Sand      | David Ferrer      | Jiří Vaněk Tomáš Zíb          | 4:6, 6:1, 6:4     |
| 3.  | 24. Mai 2008     | Casablanca   | Sand      | Albert Montañés   | Jamie Cerretani Todd Perry    | 6:1, 6:2          |
| 4.  | 10. Januar 2010  | Chennai      | Hartplatz | Marcel Granollers | Lu Yen-hsun Janko Tipsarević  | 7:5, 6:2          |
| 5.  | 9. Mai 2010      | München      | Sand      | Oliver Marach     | Eric Butorac Michael Kohlmann | 5:7, 6:3, [16:14] |

##### ATP Challenger Tour
| Nr. | Datum              | Turnier        | Belag | Partner                 | Finalgegner                                            | Ergebnis          |
| --- | ------------------ | -------------- | ----- | ----------------------- | ------------------------------------------------------ | ----------------- |
| 1.  | 28. November 2004  | Bogotá         | Sand  | Sergio Roitman          | Richard Barker Frank Moser                             | 7:5, 6:4          |
| 2.  | 28. August 2005    | Genf           | Sand  | Rubén Ramírez Hidalgo   | Stéphane Bohli Roman Valent                            | 6:3, 7:5          |
| 3.  | 26. März 2006      | Barletta (1)   | Sand  | Fernando Vicente        | Flavio Cipolla Alessandro Motti                        | 7:62, 4:6, [10:8] |
| 4.  | 8. Juli 2007       | Pozoblanco     | Sand  | Fernando Vicente        | Paul Capdeville Leonardo Mayer                         | 6:4, 6:3          |
| 5.  | 22. Juli 2007      | Rimini         | Sand  | Carlos Poch Gradin      | Leonardo Azzaro Alessandro Motti                       | 6:4, 6:1          |
| 6.  | 29. Juli 2007      | Posen          | Sand  | Marc López              | Flavio Cipolla Ivo Klec                                | 6:2, 5:7, [10:3]  |
| 7.  | 5. August 2007     | Timișoara      | Sand  | Marcel Granollers       | Lazar Magdinčev Predrag Rusevski                       | 6:1, 6:4          |
| 8.  | 1. September 2007  | Tscherkassy    | Sand  | Daniel Muñoz de la Nava | Serhij Bubka Alexander Kudrjawzew                      | 6:2, 7:64         |
| 9.  | 15. September 2007 | Sevilla (1)    | Sand  | Marcel Granollers       | Miquel Perez Puigdomenech José Antonio Sánchez de Luna | 6:3, 6:3          |
| 10. | 30. September 2007 | Bukarest (1)   | Sand  | Marcel Granollers       | Florin Mergea Horia Tecău                              | 6:2, 6:1          |
| 11. | 7. Oktober 2007    | Tarragona      | Sand  | Marcel Granollers       | Pablo Andújar Daniel Muñoz de la Nava                  | 6:4, 7:63         |
| 12. | 28. Oktober 2007   | Belo Horizonte | Sand  | Marcel Granollers       | Adrián García Leonardo Mayer                           | 6:3, 6:3          |
| 13. | 27. September 2008 | Bukarest (2)   | Sand  | Rubén Ramírez Hidalgo   | Andrea Arnaboldi Máximo González                       | 6:3, 5:7, [10:6]  |
| 14. | 14. März 2009      | Rabat          | Sand  | Rubén Ramírez Hidalgo   | Michael Kohlmann Philipp Marx                          | 6:4, 7:65         |
| 15. | 22. März 2009      | Marrakesch     | Sand  | Rubén Ramírez Hidalgo   | Alberto Martín Daniel Muñoz de la Nava                 | 6:3, 7:65         |
| 16. | 29. März 2009      | Barletta (2)   | Sand  | Rubén Ramírez Hidalgo   | Pablo Cuevas Luis Horna                                | 7:61, 6:2         |
| 17. | 7. Juni 2009       | Fürth          | Sand  | Rubén Ramírez Hidalgo   | Simon Greul Alessandro Motti                           | 4:6, 6:1, [10:6]  |
| 18. | 13. Juni 2009      | Košice         | Sand  | Rubén Ramírez Hidalgo   | Dominik Hrbatý Martin Kližan                           | 6:2, 7:65         |
| 19. | 18. Oktober 2009   | Asunción       | Sand  | Rubén Ramírez Hidalgo   | Máximo González Eduardo Schwank                        | 6:3, 7:65         |
| 20. | 31. Januar 2010    | Bucaramanga    | Sand  | Pere Riba               | Marcelo Demoliner Rodrigo Guidolin                     | 6:2, 6:2          |
| 21. | 21. März 2010      | Caltanissetta  | Sand  | David Marrero           | Uladsimir Ihnazik Martin Kližan                        | 7:6, 6:4          |
| 22. | 28. März 2010      | Barletta (3)   | Sand  | David Marrero           | Ilija Bozoljac Daniele Bracciali                       | 6:3, 6:3          |
| 23. | 22. August 2010    | San Sebastián  | Sand  | Rubén Ramírez Hidalgo   | Brian Battistone Andreas Siljeström                    | 6:4, 7:63         |
| 24. | 11. September 2010 | Sevilla (2)    | Sand  | Daniel Muñoz de la Nava | Nikola Ćirić Guillermo Olaso                           | 6:2, 7:5          |

#### Finalteilnahmen
| Nr. | Datum              | Turnier         | Belag | Partner           | Finalgegner                      | Ergebnis          |
| --- | ------------------ | --------------- | ----- | ----------------- | -------------------------------- | ----------------- |
| 1.  | 17. Februar 2008   | Costa do Sauípe | Sand  | Albert Montañés   | Marcelo Melo André Sá            | 6:4, 2:6, [7:10]  |
| 2.  | 22. Februar 2009   | Buenos Aires    | Sand  | Nicolás Almagro   | Marcel Granollers Alberto Martín | 3:6, 7:5, [8:10]  |
| 3.  | 26. September 2010 | Bukarest        | Sand  | Marcel Granollers | Juan Ignacio Chela Łukasz Kubot  | 2:6, 7:5, [11:13] |